# Agostino Fausti
Agostino Fausti (Bracciano, 2 agosto 1918 – Africa Settentrionale Italiana, 4 luglio 1940) è stato un militare e aviatore italiano, decorato con la Medaglia d'oro al valor militare alla memoria nel corso della seconda guerra mondiale.

## Biografia
Nacque a Bracciano il 2 agosto 1918. Impiegato presso le Ferrovie dello Stato, all'età di 18 anni si arruolò nella Regia Aeronautica come allievo sergente pilota.  Di stanza presso l'aeroporto di Firenze-Peretola fu promosso primo aviere nel maggio 1937. Trasferito alla Scuola di volo di Foggia, ottenne il brevetto di pilota militare nel novembre dello stesso anno, e la promozione a sergente. Dopo una prima destinazione sull'aeroporto di Torino-Mirafiori, fu trasferito all'aeronautica della Libia. Sbarcò nel porto di Bengasi nel luglio 1938, assegnato al 13º Gruppo del 2º Stormo Caccia Terrestre, dove nel 1939 fu promosso sergente maggiore.
All'atto dell'entrata in guerra del Regno d'Italia, avvenuta il 10 giugno 1940 prestava servizio presso la 77ª Squadriglia, 13º Gruppo, del 2º Stormo Caccia Terrestre, equipaggiata con i Fiat C.R.42 Falco. Il 2 luglio abbatte due bombardieri Bristol Blenheim sull'Aeroporto di Tobruch T.2, e per questo fatto fu decorato con una Medaglia d'argento al valor militare. Trasferito temporaneamente alla 93ª Squadriglia dell'8º Gruppo, cadde in combattimento il 4 luglio, quando il suo C.R.42 fu abbattuto da un Gloster Gladiator del No. 33 Squadron RAF. Quel giorno nove C.R.42 decollati da Menastir furono sorpresi da 6 Gladiator che attaccarono con il favore della quota. Sfruttando la loro maggiore velocità a bassa quota i caccia inglesi scompaginarono la formazione italiana, composta in quel momento da cinque caccia,i cui dopo un breve combattimento 3 furono abbattuti o si dispersero.  Dei cinque aerei italiani quello del capitano Franco Lavelli fu abbattuto, così come quelli del sottotenente Nunzio De Fraia e del sergente maggiore Trento Cecchi (tutti della 94ª Squadriglia),  mentre il tenente Domenico Bevilacqua (dalla 93ª Squadriglia) riuscì a sottrarsi al combattimento con le armi inceppate.
Rimasto solo il sergente maggiore Agostino Fausti impegnò un breve combattimento con i sei caccia inglesi, riuscendo a danneggiarne due, ma il suo aereo fu poi colpito precipitando in fiamme con la morte del pilota. Successivamente decorato con una seconda Medaglia d'argento al valor militare, essa venne tramutata nella Medaglia d'oro al valor militare alla memoria. Una via di Bracciano porta il suo nome.

### Fonti
1. ↑  Ufficio Storico Stato Maggiore dell'Aeronautica 1969, p. 171.
2. 1 2 3 4 5 6  Surfcity.
3. 1 2 3 4 5  Combattenti Liberazione.
4. 1 2 3  Gustavsson, Slongo 2013, p. 15.
5. ↑  Sito web del Quirinale: dettaglio decorato.
6. ↑  Bollettino ufficiale 1941, dispensa 38, pagina 1660.
7. ↑  Bollettino ufficiale 1940, dispensa 44ª, registrato alla Corte dei conti addì 6 maggio 1941, registro n.25 Aeronautica, foglio n. 109.
8. ↑  Bollettino ufficiale 1940, dispensa 37ª, registrato alla Corte dei conti addì 9 febbraio 1943, registro n.15 Aeronautica, foglio n. 309.